# Louis-Frédéric Dupuis
Pour les articles homonymes, voir Dupuis (homonymie).
Louis-Frédéric Dupuis, né le 12 octobre 1909 à Bayonne et mort le 5 novembre 2003 à Estella, est un peintre français.

## Biographie
Louis-Frédéric Dupuis est le fils du peintre Louis Dupuis (1862-1951). De 1927 à 1934, il est étudiant à l'école des Beaux-Arts de Paris. Il est élève de Jean-Pierre Laurens. À partir de 1931, il expose au Salon des artistes français. Il y obtient une médaille de seconde classe en 1936, puis une médaille de première classe en 1938. En 1938, il obtient la médaille d'or au Salon Meda.

## Vie privée
Il est marié à Germaine Duclerc.

## Collections publiques
- 1945 : Chanoine Jean Lamarque, Musée basque et de l'histoire de Bayonne[5].
- Personnages à la fenêtre devant le port de Saint-Jean-de-Luz, Musée basque et de l'histoire de Bayonne[4].
- Temps gris (portrait de son épouse Germaine Duclerc), Musée Bonnat-Helleu[4].

## Expositions
- 1927 : Bayonne.
- 1933 : Salon des artistes français (Baigneuses).
- août 1935 : Bayonne, il expose avec son père.
- 1936 : Salon des artistes français (Portrait de Monsieur Houbaut).
- 1937 : Salon des artistes français (Temps gris).
- 1950 : Bayonne, 5e Salon de l'UBA au grand magasin Les Dames de France.
- Juillet 1961 : Ustaritz, il expose avec Marixa, Guy Casama, Paul Rambié.
- Septembre 1964 : exposition du groupe Le Grenier d'Ustaritz (Marixa, Pierre Mallet, Paul Rambié, Gelos).
- 1965: Expressions 65, rencontres d'artistes contemporains.
- 1980 : Musée Bonnat.
- 1996 : Musée basque et de l'histoire de Bayonne, il y présente 1000 dessins et 250 peintures.